# Клинский проспект
Кли́нский проспект — проспект в Адмиралтейском районе Санкт-Петербурга. Проходит от Рузовской улицы до Московского проспекта.

## История названия
Первоначально улица на месте современного проспекта носила название Средняя перспектива (проходила от Звенигородской улицы до Московского проспекта). Это название известно с 1769 года, связано с тем, что улица пересекала посередине слободу Семёновского полка. В 1791 году переименован в Средний проспект, употреблялись варианты Средний Семёновский проспект, Большая Средняя улица, Средняя улица.
9 декабря 1857 года проспекту дано современное название Клинский проспект, по городу Клину в ряду других улиц Московской полицейской части, наименованных по уездным городам Московской губернии.

## История
Улица на месте современного проспекта возникла в первой половине XVIII века. 20 августа 1739 года она была названа Измайловская улица (проходила от Разъезжей улицы до Московского проспекта, включая современную улицу Марата).
На Клинском проспекте находятся две школы: в одной из них учился С. В. Шнуров.

## Достопримечательности
- Сад Олимпия.

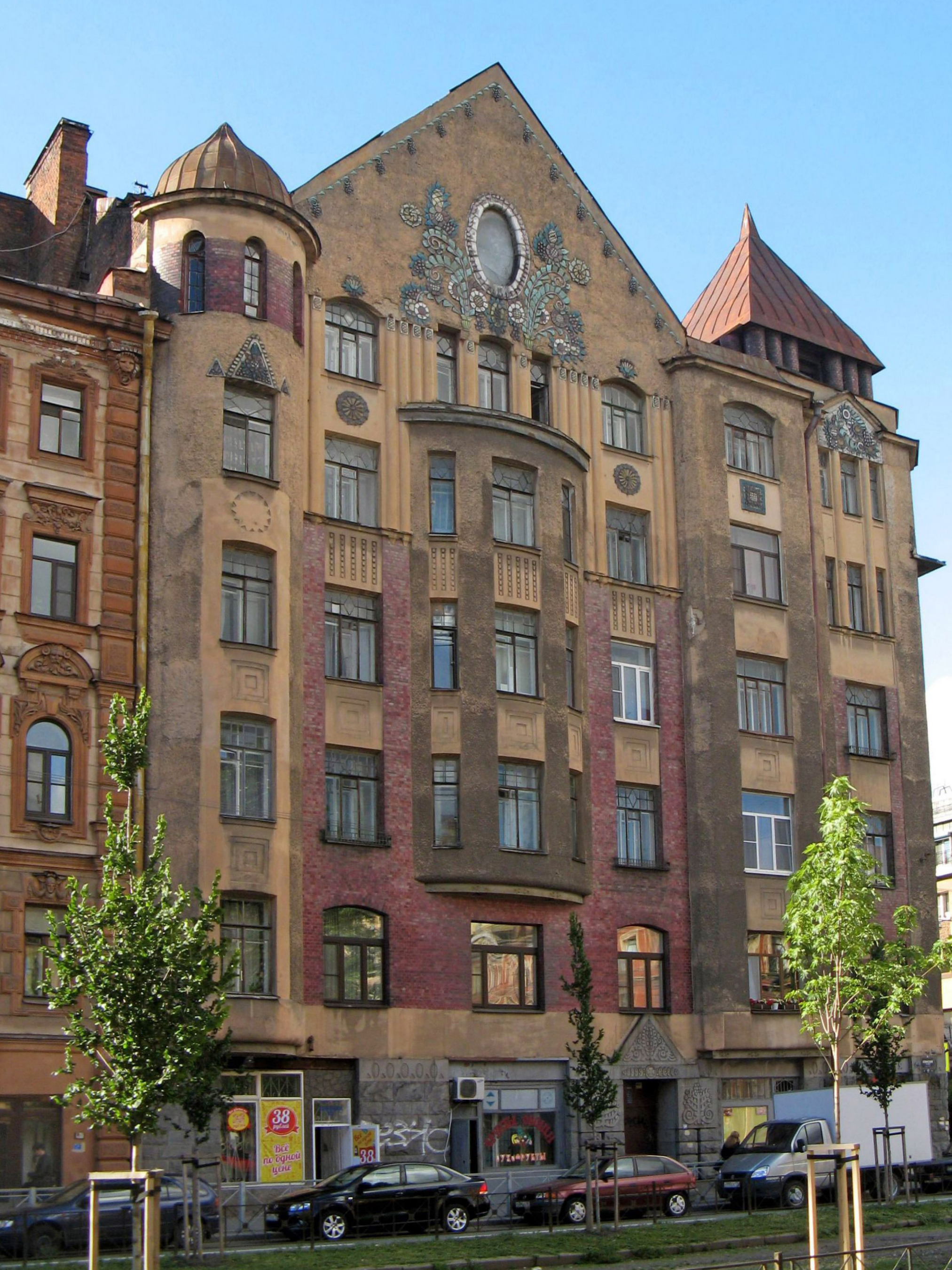
Доходный дом Захарова, 1913

- Дом № 2 (Рузовская улица, 17) — доходный дом А. П. Максимовой (1910, архитектор А. Ф. Барановский)[2].  7832009000
- Дом № 17 — «Дом с подсолнухами» (1913, архитектор А. А. Захаров). Здание в стиле модерн отличается богатством оформления, в интерьере сохранился камин, выполненный по эскизу Михаила Врубеля[3].  7832022000
- Дом № 25 — Табачная фабрика А. Н. Шапошникова (1879—1880, архитектор П. С. Самсонов)[4]. Открыта в 1881 году (сам А.Н. Шапошников умер незадолго до открытия, далее предприятием управляла его вдова), с 1917 по 1928 носила имя Л. Троцкого, с 1928 - имя Клары Цеткин. На Клинский проспект выходит фасад здания заводоуправления (в советское время надстроено пятым этажом), производственные корпуса (арх. В. П. Цейдлер) располагались во дворах, вплоть до Бронницкой улицы (дом 11). Табачная фабрика (последнее название - ЗАО «Нево Табак») признана банкротом в 2014 году. В настоящее время здание перестраивается под жилой комплекс «Олимпия» (проект архитектурной мастерской Митюрева), на 163 квартиры. В ходе строительства в 2010-х годах снесены производственные корпуса, а в декабре 2020 г. - и исторический фасад, за что застройщик был оштрафован КГИОП. Фасад предполагается воссоздать уже как новодельную часть жилого комплекса.  7832010000